# Silvan
Silvan (kurd: Farqîn; turc: Silvan; armeni: Նփրկերտ, Np'rkert o Npherkert), abans Mayyafariqín (àrab: مَيَّافارِقين, Mayyāfāriqīn; siríac: ܡܝܦܪܩܝܢ, Mayafaraqin; turc otomà: ميا فارقين, Meyafarikîn) i Martiròpolis (grec antic: Mαρτυρόπολις, Martyropolis) és una ciutat de Turquia, a la província de Diyarbakir, capital del districte de Silvan. Tenia 41.484 habitants al cens del 2009, i el districte 84.807 habitants. Com a atracció de la ciutat destaca el pont Malabadi. Rega la ciutat el Farqin Su.

## Història
Moltke va llençar el 1838 la hipòtesi que la ciutat era l'antiga Tigranocerta fundada com a capital per Tigranes II d'Armènia el 80 aC. ocupada per Lucul·le després de la victòria del riu Nicephorios el 6 d'octubre del 69 aC i per Corbulo cent anys després (63 dC). Aquesta ciutat és esmentada fins a la meitat del segle iv i després desapareix. La hipòtesi fou després recollida per altres i va agafar forma, però no ha pogut estar mai demostrada.
La Sofene o Sofanene era part de l'Imperi Romà des del 297. Després de la pau de Jovià del 363, va restar en mans romanes. Martiròpolis fou fundada a la Sofene sobre un poble ja existent i gran pel bisbe Marutha (mar Marutha) amb permís del rei de Pèrsia Yazdegerd I. Mar Marutha va tenir activitat entre 383 i 420 i la ciutat s'esmenta per primer cop el 410. Devia estar a la frontera entre romans i perses. De seguida va agafar importància i encara sota Teodosi II (401-450) va esdevenir capital de Sofanene (Tsopkhkh). Aprofintant que no estava fortificada fou ocupada per Kobad I (499-531) el 502 i va deportar als habitants al Khuzestan on van fundar Abaz-Kubadh (Arradjan). L'emperador Anastasi (491-518) la va llavors fortificar. Justinia després del 527 la va fer capçalera d'un oficial militar dependent de l'estrateg de Teodosiòpolis (Erzurum) i va esdevenir un important centre militar a la frontera oriental. Procopi en dona una descripció. Durant la Guerra romano-sassànida del 572-591, poc mesos després de la seva derrota a la batalla de Martiriòpolis de 588 els perses van ocupar Martiriòpolis el 589 però els romans d'Orient la van recuperar el 591 a canvi de l'ajut grec a la restauració de Còsroes II (Khusraw II 591-628)
Iyath al-Ghanm va conquerir Al-Jazira pel califat i Martiròpolis va caure sense lluita. La Djazira va tenir molts governadors designats pel califa. El 870 Isa ben Shaikh ben al-Salil Abu Musa al-Dhuhl al-Shaybani fou nomenat governador (també d'Armènia) i fou el primer hereditari (vegeu Shaybànides). El 889 els shaybànides van perdre el poder que va retornar al califa al-Mutadid.
Després del 935 va ser incorporada al govern de Mosul exercit per l'emir hamdànida Nasir al-Dawla, essent conquerida per Ali, que després fou Sayf al-Dawla d'Alep que la va incorporar als seus territoris sense oposició de son germà. Ali va residir a Mayyafarikin abans de passar a Alep. El 959 Fou assetjada pel domèstic Joan Tsimiscés. El 969 Sayf al-Dawla fou enterrat a Mayyafarikin on residien la seva dona i fills i la regió va retornar a l'emirat de Mosul. El 972 fou altra vegada atacada per Joan Tsimiscés, ara emperador. El 978 fou ocupada per Abul Wafa, general de buwàyhida Adud al-Dawla. Vegeu: hamdànides.
A la mort d'Adud al-Dawla el 983 el kurd Badh es va apoderar e la ciutat que va esdevenir la capital de la dinastia marwànida. El segon marwànida Mumahhid al-Dawla va restaurar les muralles i Nasr al-Dawla (1011-1061) hi va fer nombroses construccions; les relíquies cristianes foren portades a l'església melquita; també va restaurar el vell observatori (manzara), va posar un rellotge (bankam) a la gran mesquita, va construir un hospital (bimaristan) i va fer jardins, ponts, banys públics i una mesquita. A la seva mort el 1061 fou enterrat a la tomba dels marwànides de la ciutat. El 1085 la ciutat i tot el Diyar Bakr fou ocupat pels seljúcides sota la direcció del general Ibn Djahir que abans fou visir dels marwànides; Ibn Djahir es va emportar molts tresors dels marwànides.
El seljúcida Malik Shah va morir el 1092 i entre aquesta data i el 1118 la ciutat va canviar de mans sovint: els seljúcides, Tutush, Dudak, Kilidje Arslan, i Sukman al-Kutbi d'Akhlat. El 1118 va morir el seljúcida Muhammad ben Malik Shah i Mayyafarikin va passar als ortúkides (Nadjm al-Din Ilghazi), el mateix any o el 1119, que des deu anys abans dominaven a Mardin. L'historiador Ibn al-Athir situa la conquesta de la ciutat vers el 1121 o 1122, però probablement l'altra data és més correcta, ja que resulta d'un cronista local. A Ilghazi el va succeir el 1122 el seu fill Temurtash a Mardin i Mayyafarikin i va resistir durant 30 anys els intents d'expansió de Imad-ad-Din Zengi. Va construir el pont de Karaman sobre el riu Satdama (Batman Su), a 8 km a l'est de Mayyafarikin (1147) obra que va acabar el seu fill Najm-ad-Din Alpi el 1153 o 1154. La ciutat va restar en mans de la dinastia però la capital fou a Mardin on els prínceps van residir, i el govern local fou confiat a la família Nubata membres de la qual apareixen sovint com a kadis. Vers el 1157 la gran mesquita (ensorrada parcialment el 1153) fou reconstruïda.
El 1185 Mayyafarikin fou ocupada per Saladí que deu anys després la va donar a son germà Sayf al-Din, la família del qual la va governar fins al 1260. Queden poques restes de la dinastia dels aiúbides de Mayyafarikin, però es conserva una inscripció d'Awhad Nadjm al-Din Ayyub (1200-1210) a la muralla oriental, i una del seu successor Ashraf Musa (1210-1220) a la muralla del nord; el germà d'Ashraf, Muzaffar Shihab (1220-1247), va construir una mesquita el 1227.
El 1231 els mongols ja van devastar la rodalia de Mayyafarikin. El 1240 una ambaixada mongola va exigir la submissió. El príncep Kamil Muhammad (1247-1260) fill de Muzaffar Shihab, va rebutjar les demandes mongoles i va resistir fins que el 1260 la ciutat fou ocupada pel general d'Hulagu, Yashmut i l'aiúbida va morir. Amirs mongols van governar la ciutat en nom de l'Il-kan fins al 1353. En els últims anys els Kara Koyunlu i els Ak Koyunlu es van disputar el poder, i també van participar en la lluita els kurds i tribus àrabs.
El 1394 Tamerlà va ser al Diyar Bakr però no a Mayyafarikin; va tornar el 1401. La ciutat va passar a mans dels kurds Sulaymanís fins al 1427 que la conquerir el Ak Koyunlu Kara Uthman que en va confiar el govern al seu fill Bayazid.
El Safàvida Ismail va ocupar la ciutat en el curs de la campanya contra el Ak Koyunlu Murad al Diyar Bakr vers el 1507. Va donar la regió a Khan Muhammad Ustadjlu, però després de la derrota a Čaldiran el 1514 la ciutat fou ocupada pel cap kurd Sayyid Ahmed Beg Rizaki fins que el 1515 fou ocupada pels otomans després de la batalla de Kosh Hisar. La ciutat estigué sota un govern local kurd fins al 1911. El nom actual és Silvan i és un Idari birim (districte) del Il de Diyarbakir. El seu nom actual va començar a ser utilitzat al segle xv abans del 1427.